# روبن بوریانی
روبن بوریانی (به ایتالیایی: Ruben Buriani) بازیکن فوتبال و اهل ایتالیا است که از سال ۱۹۸۰ میلادی عضو تیم ملی فوتبال ایتالیا بوده و در ۲ بازی ملی حضور داشته‌است. او در بازی‌های ملی‌اش گلی به ثمر نرساند.
روبن بوریانی آخرین بازی ملی خود را در سال ۱۹۸۰ میلادی انجام داد.